# Ранг на кораб
Ранг на кораб е ранг (вид) класификациране на военните кораби в зависимост от техните тактико-технически елементи, предназначение, бойна мощ, численост на екипажа и сложността на управление на кораба

## История
Във Военноморският флот на Русия (както по-рано и във Военноморският флот на СССР) има разделение на корабите на четири ранга. В зависимост от принадлежноста на кораба към определения му ранг се определя и старшинството на командирите им, правовото положение на техните екипажи (на първо място командирите) и нормативите за тяхното материално обезпечаване.
Най-висок е първият ранг, към него се отнасят основно големите надводни кораби (самолетоносачи, ракетните и противолодъчните крайцери, по-рано също и линейните кораби, леките и тежките крайцери) и атомните подводници. Корабите 1 ранг имеат старшинство над корабите и съдовете на ВМФ с друг ранг по отношение на снабдяване, комплектовка и в церемонии. Като правило, изискват техният командир да е със звание капитан 1-ви ранг.
Към втори ранг при корабите от ВМФ на Русия се отнасят големите и средни дизел-електрически подводници, големите ракетни и противолодъчни кораби, ескадрените миноносци, стражевите кораби на далечната морска зона, големите десантни кораби (но има и отделни изключения – така например, ескадрените миноносци проект 956 се отнасят към 1-ви ранг кораби). Като правило, изискват командир със звание капитан 2-ри ранг.
Към трети ранг са малките ракетни кораби, малките противолодъчни кораби, стражевите кораби на близката морска зона, средните десантни кораби, морските тралчици. Като правило, техният командир трябва да е в звание капитан 3-ти ранг.
К четвърти ранг са корабите като малките десантни кораби и катери, ракетните, артилерийските, противолодъчните и торпедните катери, рейдовите и базовит тралчици. Като правило се командват от командири със звание от лейтенант до капитан-лейтенант.
За разлика от корабите 3-ти и 4-ти ранг корабите 1-ви и 2-ри ранг, при стоянка на котва, бочка или швартови едновременно с Военноморския Флаг на Русия издигат и гюйс.

## Руски императорски флот
В Руския императорски флот в наследие от епохата на платната, руските крайцери, в зависимости от водоизместимостта, се разделят на еволюционни рангове: „фрегатен“ и „корветен“. Като крайцерите от „фрегатския“ ранг, са изключително кораби I ранг, а крайцерите „корветски“ ранг, в зависимости от водоизместимостта, се подразделят на кораби I и II ранг.
Първата класификация на кораби за руския флот е разработена в края на 1891 г. и е обявена със заповед на морското ведомство от 1 февруари 1892 г. Тази класификация рамкира развитието на класа на крайцерите и едновременно отразява новите тенденции в крайцеростроението. В частност, официално установява класа „крайцер“ с подкласове: „крайцер 1-ви ранг“ (водоизместимост над 4000 тона) и „крайцер 2-ри ранг“ (водоизместимост до 4000 тона), а въщо така и подкласа „минен крайцер“ (по-голям спрямо миноносеца носител на минно-торпедно въоръжение). До анализа на резултатите от руско-японската война 1904÷1905 г., в руския флот крайцерите 1-ви ранг неофициално се делят по системата на тяхната бронезащита и степен на защитеност, на категорите: „бронепалубни“ и „броненосни“. В частност, крайцерът 1-ви ранг „Богатир“ бидейки по система на бронезащитата бронепалубен, с оглед на високата степен на защитеност на системите на артилерийското въоръжение, неофициално е отнасян към категорията „броненосен крайцер“.
До 1907 г., руските кораби от класа на крайцерите се подразделят на подкласове: крайцери I ранг (водоизместимост над 4000 тона) и II ранг (всички останали) без различие по типа брониране (с пояс по водолинията) или само бронепалубни.

## Военноморски флот на СССР
По установената традиция, бойните кораби, освен тяхната класификация по бойно предназначение, се подразделят на разряди – рангове старшинство. На всеки клас, подклас, тип кораби в зависимости от тяхната водоизместимост, скорост на хода, далечина на плаване, състав на въоръжението и други тактико-технически характеристики, се присвоява ранг за старшинство от първи (най-висш разряд) до четвърти. Ранговете на корабите определят старшинството на техните командири, правовите положения на офицерския състав и служат за определено „мерило“ при планирането и постановяването на нормите за материално-техническото снабдяване. В частност: ракетните подводни лодки, ракетните крайцери и противолодъчните крайцери са кораби 1-ви ранг; средните подводни лодки, големите ракетни кораби и големите противолодъчни кораби, са 2-ри ранг; малките подводни лодки, малките ракетни кораби, стражевите кораби, са кораби 3-ти ранг; бойните катери с ракетно, торпедно и друго въоръжение, са кораби от 4-ти ранг.